# 名古屋大学大学院理学研究科・理学部
名古屋大学大学院理学研究科（なごやだいがくだいがくいんりがくけんきゅうか、英称：Graduate School of Science）は、名古屋大学大学院に設置される研究科の一つである。また、名古屋大学理学部（なごやだいがくりがくぶ、英称：Faculty of Science）は、名古屋大学に設置される学部の一つである。

## 概要
1939年の名古屋帝国大学発足時に理工学部が設立され、1942年に理工学部から理学部が独立する。1953年に大学院理学研究科を設置。自然科学の基礎となる学問の研究・教育を行っている。附属研究施設として名古屋大学大学院理学研究科附属臨海実験所などを設置している。
2001年に野依良治教授がノーベル化学賞を受賞したほか、2008年には名古屋大学理学部出身の益川敏英京都大学名誉教授および小林誠高エネルギー加速器研究機構名誉教授がノーベル物理学賞を、理学部研究生として理学博士号を取得した下村脩ボストン大学名誉教授がノーベル化学賞を、それぞれ受賞している。

## 沿革
- 1939年 - 名古屋帝国大学を設立。理工学部を設置[1]。
- 1940年 - 化学科を設置[2]。
- 1941年 - 物理学科を設置[2]。
- 1942年 - 理工学部から理学部として独立。化学科、物理学科、数学科、生物学科を設置[1][2]。
- 1947年 - 名古屋大学理学部に改称[1]。
- 1949年 - 地球科学科を設置[2]。
- 1953年 - 大学院理学研究科を設置[1]。
- 1987年 - 分子生物学科を設置[2]。
- 1992年 - 地球科学科を地球惑星科学科に改組[2]。
- 1995年 - 大学院重点化に伴い数学科を数理学科に改組、物理学科と物理学第2学科を統合し物理学科に改組[2]。大学院多元数理科学研究科を設立[1]。
- 1996年 - 生物学科と分子生物学科を統合して生命理学科に改組[2]。
- 2001年 - 大学院環境学研究科を設立[1]。

## 学科
- 入学定員270人[6]
  - 数理学科
  - 物理学科
  - 化学科
  - 生命理学科
  - 地球惑星科学科

## 著名な出身者

### 政治
- 椎名素夫 - 元衆議院議員、元無所属の会代表
- 加藤進 - 元衆議院議員、元日本共産党中央委員会顧問
- 西寺雅也 - 元多治見市長、山梨学院大学教授

### 行政
- 荒木真一 - 内閣府政策統括官、元原子力規制庁長官官房審議官
- 榎本吉孝 - 元特許庁審査第一部首席審査長。大阪工業大学知的財産専門職大学院教授。
- 長坂昴一 - 元気象庁長官、気象業務支援センター理事長
- 小笠原暁 - 元兵庫県副知事、ロゴヴィスタ創業者・元社長、元芦屋大学学長、元日本オペレーションズ・リサーチ学会会長
- 樋口清司 - 元宇宙航空研究開発機構副理事長、元国際宇宙航行連盟会長

### 経済
- 小田康 - 元クノール食品社長、元味の素パッケージング社長
- 中石昭夫 - 元東邦テナックス社長、元帝人グループ参与
- 野原佐和子 - イプシ・マーケティング研究所社長、慶應義塾大学特任教授
- 長谷川敦弥 - LITALICO社長、文部科学省中央教育審議会委員

### 研究
- 朝倉昌 - 生物物理学、名古屋大学名誉教授、元日本生物物理学会会長、朝日賞
- 飯尾隆義 - 生物物理学、名古屋大学教授
- 池上明 - 生物物理学、元慶應義塾大学教授、元日本生物物理学会会長
- 石原浩二 - 無機化学、早稲田大学教授、日本分析化学会奨励賞
- 石渡信一 - 生物学、早稲田大学教授、元日本生物物理学会会長
- 伊藤清三 - 数学、東京大学名誉教授、元日本数学会理事長
- 伊藤由佳理 - 数学、東京大学教授、日本学術会議会員、日本数学会賞建部賢弘特別賞
- 稲垣誠一 - 経済学、元一橋大学教授
- 井上允 - 物理学、国立天文台教授、仁科記念賞、国際宇宙航空学会チーム栄誉賞
- 入舩徹男 - 地球物理学、愛媛大学特別栄誉教授、紫綬褒章、フンボルト賞、ブリッジマン賞
- 上村大輔  - 有機化学、名古屋大学名誉教授、元慶應義塾大学教授、紫綬褒章
- 梅澤博臣 - 物理学、アルバータ大学名誉教授、元東京大学教授
- 梅村勲 - 物理学、京都大学名誉教授
- 梅村浩 - 数学、名古屋大学名誉教授、日本数学会代数学賞
- 江口吾朗 - 発生生物学、基礎生物学研究所名誉教授、元熊本大学学長、元尚絅大学学長、元日本発生生物学会会長
- 榎並正樹 - 地質学、名古屋大学名誉教授、日本鉱物科学会会長、日本地質学会学会賞
- 遠藤彰 - 動物生態学、元立命館大学教授
- 大井龍夫 - 生物物理学、京都大学名誉教授、元日本生物物理学会会長
- 大澤省三 - 生物学、名古屋大学名誉教授、日本学士院賞、木村資生博士記念学術賞、日本遺伝学会木原賞
- 大谷栄治 - 地球科学、東北大学名誉教授、元日本鉱物科学会会長、紫綬褒章
- 大貫義郎 - 物理学、名古屋大学名誉教授
- 岡崎恒子 - 生物学、名古屋大学名誉教授、文化勲章、文化功労者、紫綬褒章、ロレアル・ヘレナ・ルビンスタイン賞
- 岡崎令治 - 生物学、元名古屋大学教授、岡崎フラグメント発見者、朝日賞、内藤記念科学振興賞
- 岡本定男 - 教育学、奈良教育大学名誉教授、日本児童文学学会賞奨励賞
- 小川修三 - 素粒子物理学、名古屋大学名誉教授
- 奥田治之 - 天文学、宇宙科学研究所名誉教授
- 小布施力史 - 生物学、北海道大学教授
- 尾張部克志 - 細胞生物学、名古屋大学名誉教授、日本生化学会JB論文賞
- 角藤亮 - 物理学、近畿大学教授、仁科記念賞
- 葛西道生 - 生物物理学、大阪大学名誉教授、元日本生物物理学会会長
- 笠原順三 - 地震学、東京大学名誉教授、元NTTデータCCS技術顧問
- 加藤隆子 - 物理学、核融合科学研究所名誉教授
- 加藤學 - 地球科学、宇宙航空研究開発機構名誉教授
- 神谷信夫 - 生物化学、大阪市立大学教授、朝日賞
- 神谷律 - 生物学、東京大学名誉教授
- 亀淵迪 - 物理学、筑波大学名誉教授
- 角藤亮 - 物理学、近畿大学産業理工学部教授
- 川勝博 - 教育学、名城大学教授、国際物理教育委員会メダル、文部科学大臣表彰科学技術賞
- 岸義人 - 有機化学、ハーバード大学名誉教授、エーザイ副社長、日本学士院賞恩賜賞、文化功労者、アーネスト・ガンサー賞
- 木村克美 - 化学、分子科学研究所名誉教授、日本学士院賞、紫綬褒章、日本化学会賞
- 國枝秀世 - 天文学、名古屋大学教授、日本天文学会理事長
- 久保田富雄 - 数学、名古屋大学名誉教授
- 熊澤峰夫 - 地球科学、名古屋大学名誉教授、元東京大学教授
- 倉西正武 - 数学、コロンビア大学教授
- 黒田裕樹 - 生物学、慶應義塾大学教授
- 郷通子 - 生物学、名古屋大学名誉教授、元お茶の水女子大学学長、元日本ユネスコ国内委員会副会長、中日文化賞
- 後藤俊夫 - 天然物化学、名古屋大学名誉教授、日本化学会賞、内藤記念科学振興賞、中日文化賞
- 小林誠 - 物理学、高エネルギー加速器研究機構特別栄誉教授、ノーベル物理学賞、文化勲章、日本学士院賞
- 近藤孝男 - 生物学、名古屋大学教授、文化功労者、日本学士院賞、紫綬褒章、朝日賞、木原記念財団学術賞
- 坂幸恭 - 地質学、早稲田大学名誉教授、元日本地質学会副会長
- 佐竹研一 - 環境学、元国立環境研究所地球環境研究グループ総合研究官、元生物地球化学研究会会長
- 崎田文二 - 物理学、元ニューヨーク市立大学特別教授、仁科記念賞
- 篠崎一雄 - 生物学、理化学研究所機能開発研究グループグループディレクター、米国科学アカデミー外国人会員、文化功労者、日本学士院賞、紫綬褒章
- 清水信義 - 生物学、慶應義塾大学名誉教授、中日文化賞
- 白尾恒吉 - 数学、元東京都立大学教授、元都留文科大学学長
- 菅誠治 - 化学、元岡山大学副学長
- 杉浦昌弘 - 生物学、名古屋大学名誉教授、文化功労者、みどりの学術賞、日本遺伝学会木原賞
- 杉野幸夫 - 生物学、元京都大学教授、元世界保健機構顧問、元武田薬品工業取締役中央研究所長
- 高木剛 - 数学、東京大学教授、日本学術振興会賞
- 高木秀雄 - 地質学、早稲田大学教授、元日本地質学会副会長
- 高橋康 - 物理学、元アルバータ大学教授、ウォード＝高橋恒等式導出、日本物理学会素粒子メダル
- 高倍鉄子 - 植物生理学、名古屋大学教授、猿橋賞、日本農芸化学会奨励賞
- 高安秀樹 - 物理学、東京工業大学特任教授
- 高安美佐子 - 物理学、東京工業大学教授
- 田口泰子 - 生物学、元放射線医学総合研究所特別研究官、科学技術庁長官業績表彰
- 竹市雅俊 - 生物学、京都大学名誉教授、ガードナー国際賞、日本学士院賞、文化功労者、トムソン・ロイター引用栄誉賞
- 竹中千里 - 森林環境学、名古屋大学教授
- 田中一朗 - 植物生殖学、横浜市立大学名誉教授、元日本植物形態学会会長
- 田原賢一 - 数学、元愛知教育大学学長
- 道家達将 - 科学史、東京工業大学名誉教授
- 富田英夫 - 生物学、元名古屋大学教授
- 戸本誠 - 物理学、高エネルギー加速器研究機構教授
- 鳥塚賀治 - 物理学、元東北大学教授、紫綬褒章
- 中井直正 - 天文学、筑波大学教授、日本学士院賞、仁科記念賞
- 長田昭義 - 電気工学、大阪工業大学名誉教授
- 長瀬博 - 創薬化学、筑波大学教授、山崎貞一賞、大河内記念技術賞、日本薬学会創薬科学賞
- 永田雅宜 - 数学、京都大学名誉教授、中日文化賞
- 中西香爾 - 有機化学、コロンビア大学名誉教授、日本学士院賞恩賜賞、アーサー・C・コープ賞、テトラヘドロン賞
- 丹生潔 - 物理学、名古屋大学名誉教授、チャームクォーク発見者、仁科記念賞
- 丹羽公雄 - 物理学、名古屋大学名誉教授、パノフスキー賞、ブルーノ・ポンテコルボ賞
- 野村浩康 - 物理化学、元名古屋大学副総長、元東京電機大学学長補佐、元ソノケミストリー研究会会長
- 白楽ロックビル - 生物学、お茶の水女子大学名誉教授、田邉賞、科学技術社会論学会賞
- 早川毅 - 統計学、一橋大学名誉教授、元日本統計学会理事長、日本統計学会賞
- 長谷川政美 - 遺伝学、統計数理研究所名誉教授、日本遺伝学会木原賞、日本統計学会賞、日本科学読物賞
- 服部勉 - 微生物学、東北大学名誉教授、元日本微生物生態学会会長
- 濱健夫 - 環境学、筑波大学名誉教授、生態学琵琶湖賞
- 坂野靖行 - 鉱物学、産業技術総合研究所主任研究員、櫻井賞
- 原田尚美 - 地球科学、東京大学教授、女性初の南極地域観測隊隊長、元地球環境史学会会長
- 飛田武幸 - 数学、名古屋大学名誉教授、中日文化賞
- 樋口隆昌 - 生化学、京都大学名誉教授、日本学士院賞、紫綬褒章、藤原賞
- 日比孝之 - 数学、大阪大学名誉教授、代数学賞
- 藤井保憲 - 物理学、東京大学名誉教授
- 藤井理行 - 氷雪学、元国立極地研究所所長、元南極地域観測隊隊長、元日本雪氷学会会長
- 藤吉好則 - 生物学、京都大学名誉教授、日本学士院会員、日本学士院賞、紫綬褒章
- 宝谷紘一 - 生物学、名古屋大学名誉教授、元日本生物物理学会会長
- 益川敏英 - 物理学、京都大学名誉教授、ノーベル物理学賞、文化勲章、日本学士院賞
- 増澤敏行 - 環境学、元名古屋大学教授、海洋化学学術賞
- 町田泰則 - 生物物理学、名古屋大学名誉教授、アメリカ科学振興協会フェロー、日本植物学会学術賞、日本植物生理学会賞
- 松村文夫 - 細胞生物学、ラトガース大学教授
- 松本敏雄 - 天文学、宇宙航空研究開発機構名誉教授、仁科記念賞、大和エイドリアン賞
- 丸山茂徳 - 地質学、東京工業大学教授、アメリカ科学振興協会フェロー、日本地球惑星科学連合フェロー、紫綬褒章
- 水谷伸治郎 - 地球科学、名古屋大学名誉教授、日本地質学会名誉会員、日本地質学会賞
- 御橋廣眞 - 生物学、名古屋大学名誉教授
- 三町勝久 - 数学、大阪大学教授、日本数学会建部賢弘賞
- 三宅和正 - 物理学、大阪大学名誉教授
- 森川壽 - 数学、名古屋大学名誉教授
- 山岡耕春 - 地震学、名古屋大学教授、元東京大学教授、元日本地震学会会長、地震予知連絡会会長
- 山口佳三 - 数学、元北海道大学総長
- 湯田利典 - 物理学、東京大学名誉教授
- 吉岡崇仁 - 生物地球化学、京都大学名誉教授、元全国大学演習林協議会会長、生物地球化学研究会会長
- 若松佑子 - 生物学、名古屋大学教授

### 文化、芸能
- 殊能将之 - 推理作家、メフィスト賞
- 杉田敦 - 美術評論家、女子美術大学教授、ポルトガルメリット勲章
- 伊藤剛 - 漫画評論家、東京工芸大学教授
- 豊田彰 - 翻訳家、茨城大学名誉教授、日本翻訳出版文化賞
- 荻野真 - 漫画家、集英社青年漫画大賞
- 都留泰作 - 漫画家、四季賞秋佳作、京都精華大学准教授
- 内藤彰 - 指揮者、東京ニューシティ管弦楽団音楽監督・常任指揮者
- 荻野NAO之 - 写真家、日本写真家ユニオン第1回公募展大賞
- 三遊亭圓王 - 落語家、真打

### その他
- 阿部博史 - NHKチーフプロデューサー、東京大学客員准教授、科学ジャーナリスト賞
- 伊藤芳浩 - 聴覚障害者・ろう者・コミュニケーションバリアフリーエバンジェリスト、DPI日本会議特別常任委員
- 宮本延春 - 豊川高等学校教諭、元内閣教育再生会議委員
- 村上光照 - 禅僧
- 小玉秀男 - 弁理士、3Dプリンターの基幹技術となる光造形装置を発明、ランク賞
- 井上毅 - 明石市立天文科学館館長、日本公開天文台協会事務局長
- 河合利秀 - 技術者、元名古屋大学技術専門員、理化学研究所研究主援職員

## 博士号取得者
- 木股文昭 - 地震学、名古屋大学教授
- 下村脩 - 生物学、ボストン大学名誉教授、ノーベル化学賞、文化勲章、朝日賞
- 諏訪兼位 - 地球科学、名古屋大学名誉教授、元日本アフリカ学会会長、日本地質学会賞、渡邉萬次郎賞
- 牧二郎 - 物理学、京都大学名誉教授、元日本物理学会会長、仁科記念賞
- 渡邉興亞 - 氷雪学、元国立極地研究所所長、元南極地域観測隊隊長